# Perkebunan Marike
Perkebunan Marike is een bestuurslaag in het regentschap Langkat van de provincie Noord-Sumatra, Indonesië. Perkebunan Marike telt 1314 inwoners (volkstelling 2010).